# Blessing Kaku
Blessing Kaku (Ughelli, 5 marzo 1978) è un ex calciatore nigeriano, di ruolo centrocampista.

## Carriera

### Nazionale
Nel 2000 ha partecipato, insieme alla selezione nigeriana, ai Giochi della XXVII Olimpiade di Sydney.

## Palmarès

### Club

#### Competizioni nazionali
- Campionato belga: 1

Genk: 2001-2002